# Гелея строкатогруда
Гелея строкатогруда (Heleia muelleri) — вид горобцеподібних птахів родини окулярникових (Zosteropidae). Ендемік Тимору.

## Поширення і екологія
Строкатогруді гелеї живуть в рівнинних і гірських тропічних лісах Тимору на висоті до 1300 м над рівнем моря.

## Збереження
МСОП вважає стан збереження цього виду близьким до загрозливого. Строкатогрудим гелеям загрожує знищення природного середовища.